# سرمیش‌سای

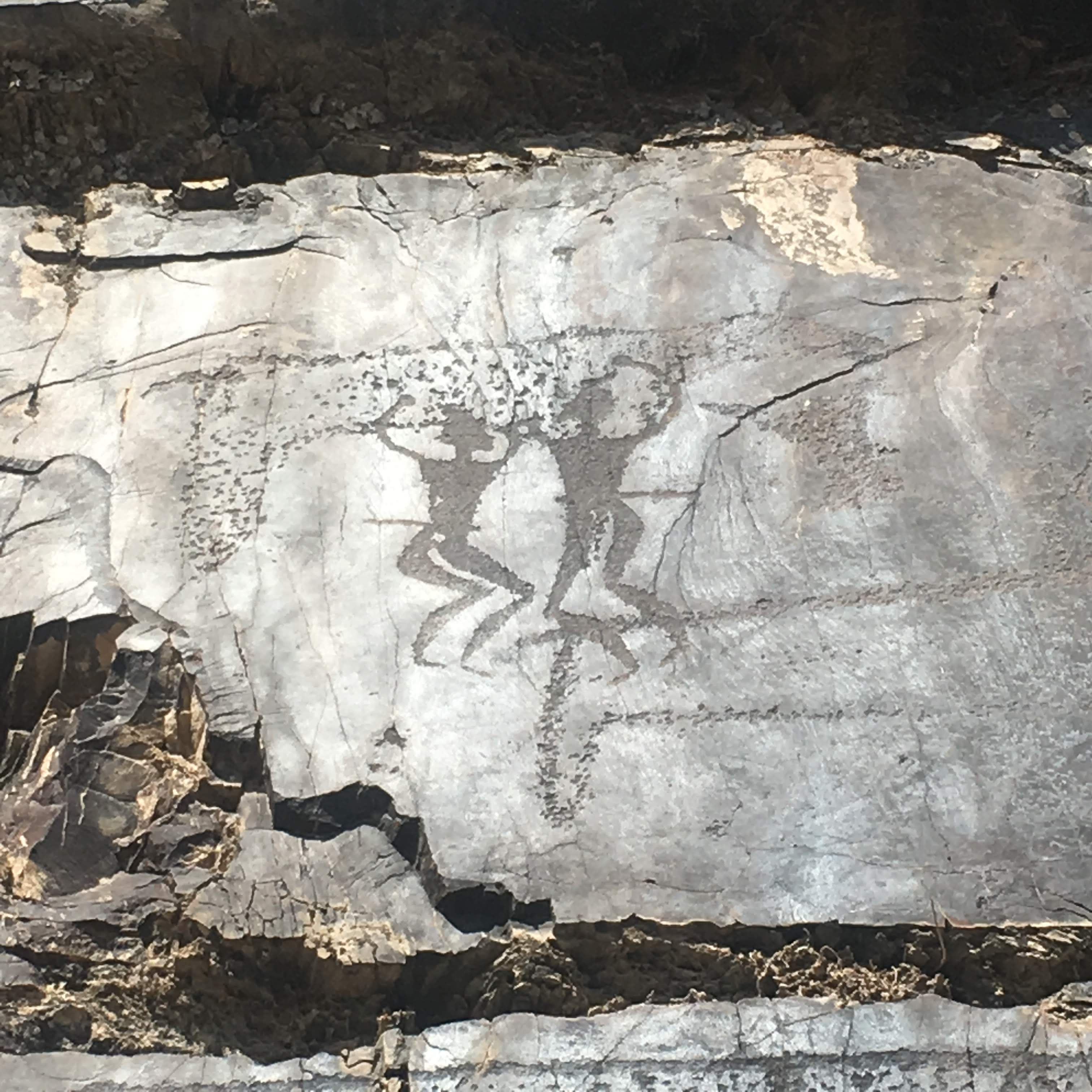
سنگ‌نگاره یک زوج در سرمیشسای

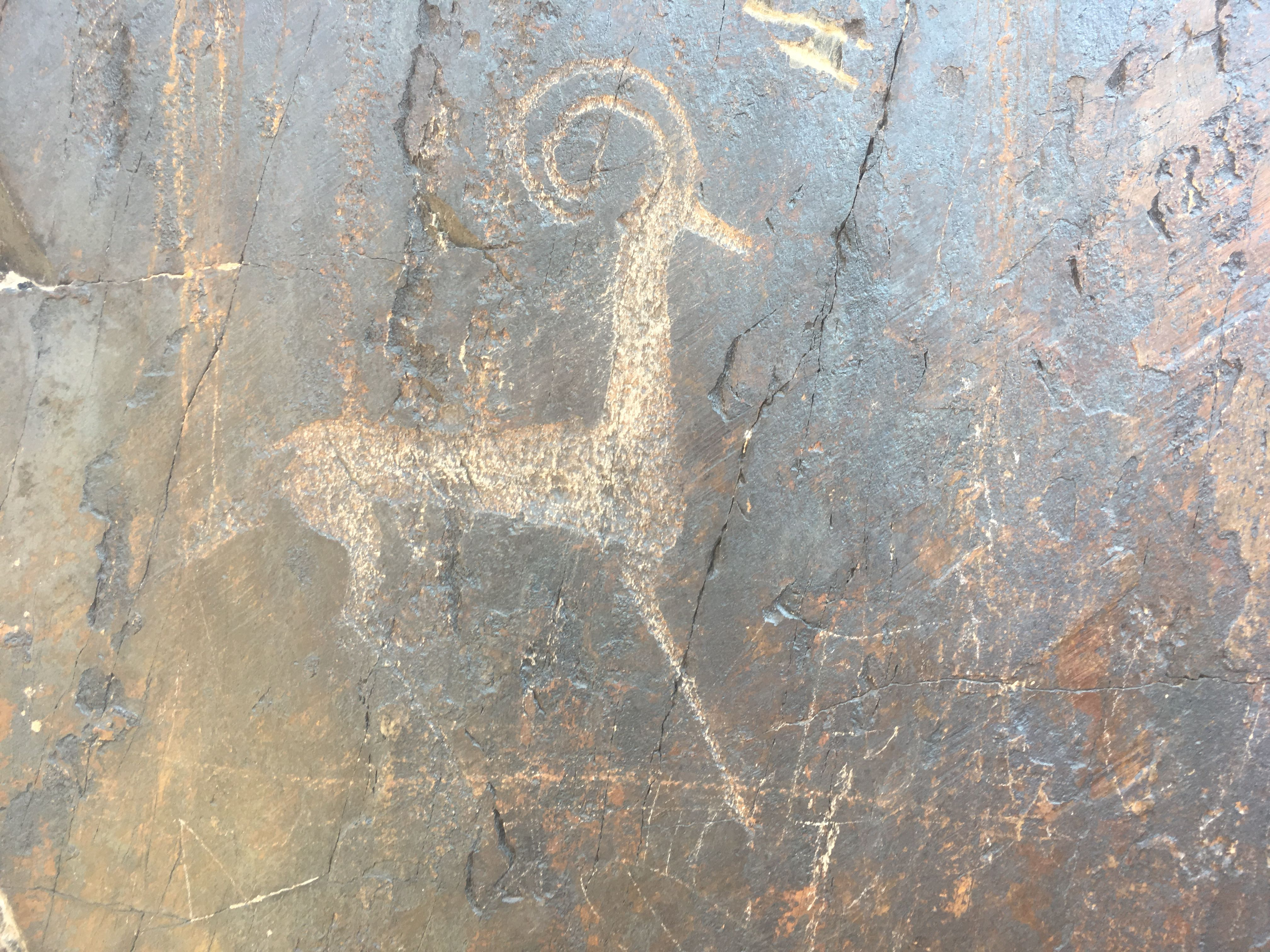
سنگ‌نگاره حیوانات در سرمیشسای

سرمیش‌سای (انگلیسی: Sarmishsay) که تنگه سرمیش نیز نامیده می‌شود، در شته‌کوه کراتوآ واقع در ناحیه نورآتا در ولایت نوایی ازبکستان قرار دارد. این تنگه حاوی آثار باستان‌شناسی از جمله دو محوطه سنگ‌نگاره‌ای با مجموع ۱۰٬۰۰۰ کنده‌کاری صخره‌ای باستانی است که قدمت آن به عصر سنگ می‌رسد. این محوطه بزرگ‌ترین و مهم‌ترین اثر هنر سنگ‌نگاری در ازبکستان به‌شمار می‌رود.
تا به امروز، بیش از ۱۰۰۰۰ سنگ‌نگاره در تنگه سرمیش کشف شده است. این محوطه توسط یونسکو در فهرست آزمایشی میراث جهانی ثبت شده و در یک پارک طبیعی حفاظت‌شده به مساحت ۵۰۰۰ هکتار قرار دارد. تمغالی در قزاقستان و سایمالی تاش در قرقیزستان، تنها محوطه‌های قابل مقایسه با این محوطه باستانی در آسیای مرکزی به‌شمار می‌روند.